# Victor Vicas
Victor Vicas, nato Victor Katz (Mosca, 25 marzo 1918 – Parigi, 9 dicembre 1985), è stato un regista e sceneggiatore francese di origine russa.

## Biografia
Regista e sceneggiatore di film e documentari, ha partecipato al Festival di Berlino nel 1954 con Via senza ritorno e nel 1957 con Fermata per 12 ore. Nel 1962 il film Zwei unter Millionen, diretto insieme a Wieland Liebske, ha vinto il premio Lola d'argento ai Deutscher Filmpreis ed ha ottenuto una nomination al Festival internazionale del cinema di Mar del Plata.
Dalla fine degli anni sessanta si è dedicato principalmente a produzioni televisive, tra cui le serie Le brigate del tigre e L'inafferrabile Rainer.
È morto il 9 dicembre 1985, all'età di 67 anni, per le complicazioni di un intervento al cuore. È sepolto nel Cimitero parigino di Bagneux, nel dipartimento dell'Hauts-de-Seine.

### Vita privata
Era sposato dal 1968 con la fotografa di scena ceca Li Erben.

## Filmografia

### Regista e sceneggiatore
- Via senza ritorno (Weg ohne Umkehr) (1953)
- La vita risorge (Das zweite Leben) (1954)
- Herr über Leben und Tod (1955)
- L'ombra sul tetto (Je reviendrai à Kandara) (1956)
- SOS Gletscherpilot (1959)
- La donna dell'altro (Jons und Erdme) (1959)
- Johann Sebastian Bachs vergebliche Reise in den Ruhm (1980)

### Solo regista
- Artisans of Florence (1947) - cortometraggio
- The Invisible Link (1950) - cortometraggio
- Jour de peine (1952)
- Fermata per 12 ore (The Wayward Bus) (1957)
- Conta fino a 5 e muori (Count Five and Die) (1957)
- Zwei unter Millionen (1961) - co-regia con Wieland Liebske
- Presto... a letto! (Jack und Jenny) (1963)

### Solo sceneggiatore
- Murder with Music, regia di George P. Quigley (1941)
- Un treno è fermo a Berlino (Verspätung in Marienborn) regia di Rolf Hädrich (1963)
- L'uomo dal cervello trapiantato (L'homme au cerveau greffé), regia di Jacques Doniol-Valcroze (1971)

## Televisione
Serie tv
- NBC Experiment in Television (1967-1969) - 2 episodi
- Erben des Ruhms - Namen, die die Welt bewegten (1969)
- Alle soglie dell'incredibile (Aux frontières du possible) (1971-1974) - 7 episodi
- Le brigate del tigre (Les brigades du Tigre) (1974-1983)
- L'homme d'Amsterdam (1976)
- L'inafferrabile Rainer (L'étrange monsieur Duvallier) (1979)
- Salut champion (1981) - 1 episodio
- Les aventuriers du Nouveau-Monde (1986)

Film tv
- Der Besuch (1969)
- Les grandes conjurations: L'attentat de la rue Nicaise (1978)
- Le calvaire d'un jeune homme impeccable (1981)
- Samantha (1981)